# Björnabro
Björnabro är en bro för gångtrafik över Lidan vid Lidafors i Vara kommun på gränsen mellan Edsvära socken och Larvs socken. Bron är en kulturhistorisk lämning från 1100-talet och ingår i turismsatsningen pilgrimsleden mellan Skara och Lödöse. Bron består av två spann på ca 10 meter och 8 meter och nyttjar däremellan en naturlig holme i Lidan. Norrifrån är det byggt en ca 80 meter lång vägbank, till stor del över sankmark, innan första brospannet. Totalt är anläggningen ca 125 meter.

## Historia
Enligt biskopslängden byggdes Björnabro på uppdrag av Bengt den gode som var biskop i Skara stift mellan åren ca 1150 och ca 1190. Bron ersatte ett vadställe på platsen och byggdes för att underlätta kommunikationerna i området. Bron var tidigt en viktig förbindelse, en riksled och kanske lika viktig som dagens E20. Bron ingick i en av de möjliga vägarna mellan Skara och Lödöse. I närheten av bron fanns ett gästgiveri vilket till viss del lever kvar än idag som ett pensionat. Namnet på bron kan möjligtvis komma från att bron ansågs stor och stark. På senare kartor kan utläsas att bron var en del av vägen mellan Skara och Borås. Björnabro ersattes omkring år 1900 av en ny bro ca 1 km nedströms vid Knutskvarn (58°13′17″N 13°10′23″Ö / 58.22128°N 13.17303°Ö) och hade då varit i bruk i mer än 700 år. Numera är överbyggnaden ersatt av en enklare spång av trä och järn, anpassad för gångtrafik. De gamla brofästena är till stor del kvar i relativt gott skick.

## Bilder

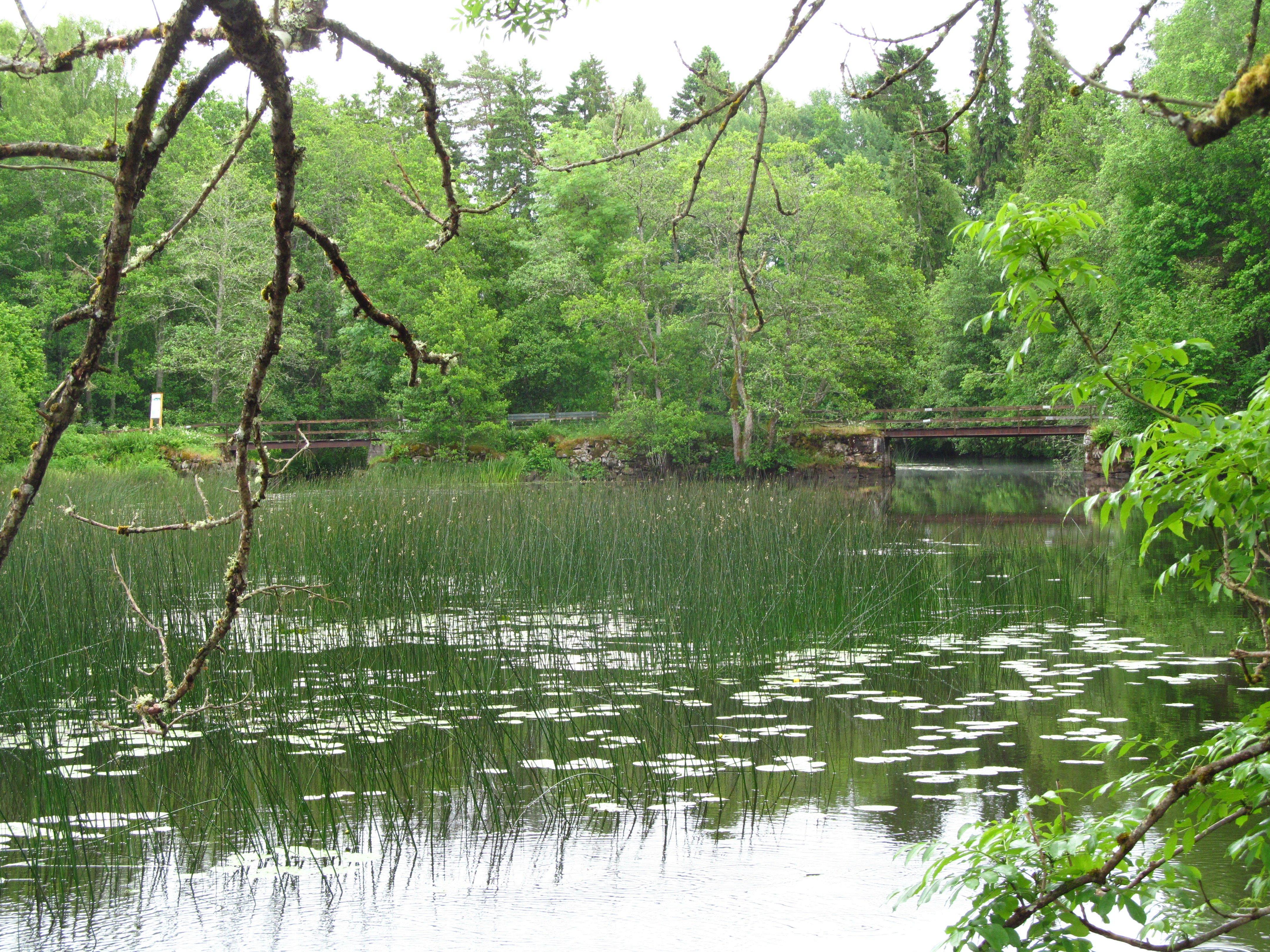
Björnabro från väst